# 127 aC
El 127 aC va ser un any del calendari romà prejulià. Durant la República i l'Imperi Romà es coneixia com l'Any del Consolat de Cinna i Longí o també any 627 Ab urbe condita o de la fundació de la ciutat). L'ús del nom «127 aC» per referir-se a aquest any es remunta a l'alta edat mitjana, quan el sistema Anno Domini va ser el mètode de numeració dels anys més comú a Europa.

## Esdeveniments

### Imperi Part
- Fraates II, rei de Pàrtia, s'enfronta a un devastador atac dels saces i mor en la batalla. El succeeix el seu oncle Artàban II, germà de Mitridates I.[2]

### Antiga Roma
- Aquest any són elegits cònsols Luci Corneli Cinna i Luci Cassi Longí Ravil·la, segons diuen els Fasti.[3]

### Antiga Xina
- Wei Qing, un general que va viure durant la Dinastia Han Occidental, aconsegueix una gran victòria contra els Prínceps Xiongnu de Loufan (樓煩王) i Baiyang (白羊王). Encercla les forces xiongnu, i mata milers de soldats. Captura més d'un milió de caps de bestiar dels xiongnu.[4]